# Trevon Moehrig
Trevon Moehrig (Spring Branch, 16 giugno 1999) è un giocatore di football americano statunitense che milita nel ruolo di safety per i Carolina Panthers della National Football League (NFL). Al college ha giocato per la Texas Christian University.

## Carriera universitaria
Moehrig, originario di Spring Branch in Texas, cominciò a giocare a football come cornerback nella locale Smithson Valley High School. Prima dell'inizio del suo ultimo anno alla scuola superiore Moehrig annunciò su Twitter che sarebbe poi andato al college alla Texas Christian University (TCU) dove, dal 2018, giocò coi TCU Horned Frogs che militano nella Big 12 Conference della Divisione I della Football Bowl Subdivision (FBS) della NCAA.
Dal suo primo anno al college Moehrig fu spostato nel ruolo di safety e si mise subito in evidenza, giocando in stagione due gare da titolare e venendo nominato MVP degli special team della squadra. Nella stagione 2019 divenne titolare fisso, fu secondo nella squadra per numero di tackle e al termine dell'anno fu nominato tra i migliori giocatori della conference (First-Team All-Big 12). All'avvio della stagione 2020 Moehrig fu considerato come miglior difensore tra i giocatori dei college del Texas, come miglior returning safety nazionale e tra i migliori giocatori in assoluto dell'intero campionato.
Il 2 gennaio 2021 Moehrig si dichiarò eleggibile per il Draft NFL 2021 rinunciando a giocare altri due anni nel football di college.
| Stagione | Stagione | Stagione   | Stagione   | Stagione | Stagione | Difesa  | Difesa  | Difesa  | Difesa | Difesa | Difesa |
| Anno     | Squadra  | Campionato | Conference | P        | PT       | T. tot. | T. sol. | T. ass. | Sack   | Int.   | FF     |
| -------- | -------- | ---------- | ---------- | -------- | -------- | ------- | ------- | ------- | ------ | ------ | ------ |
| 2018     | TCU      | FBS Div. I | Big-12     | 13       | 2        | 16      | 13      | 3       | 0,0    | 1      | 0      |
| 2019     | TCU      | FBS Div. I | Big-12     | 12       | 12       | 62      | 43      | 19      | 0,0    | 4      | 2      |
| 2020     | TCU      | FBS Div. I | Big-12     | 10       | 10       | 47      | 30      | 17      | 0,0    | 2      | 0      |
| Totale   | Totale   | Totale     | Totale     | 35       | 24       | 125     | 86      | 39      | 0,0    | 7      | 2      |

Fonte: Football DatabaseIn grassetto i record personali in carriera

## Carriera professionistica

### Las Vegas Raiders
Moehrig fu scelto nel corso del secondo giro (43º assoluto) nel Draft NFL 2021 dai Las Vegas Raiders. Firmò il suo contratto da rookie con i Raiders il 21 giugno 2021, un impegno quadriennale per 7,89 milioni di dollari, incluso un bonus alla firma di 3,1 milioni, per 4,1 milioni complessivamente garantiti.

#### Stagione 2021
Moehrig debuttò come professionista il 13 settembre 2021 partendo come titolare nella gara del primo turno, nella vittoria ai tempi supplementari per 27–33 contro i Baltimore Ravens, facendo registrare 2 tackle. A fine stagione fu inserito nella formazione ideale dei rookie dalla Pro Football Writers Association dopo avere messo a segno 55 placcaggi, un intercetto e 6 passaggi deviati, disputando tutte le 17 partite da titolare.

#### Stagione 2022
Prima dell'inizio della stagione Moehrig fu pronosticato tra i possibili Pro Bowler della stagione. Nella gara del primo turno, la sconfitta 19-24 contro i rivali di division dei Los Angeles Chargers, subì un infortunio ad un'anca che lo tenne fuori per le successive due partite contro gli Arizona Cardinals e i Tennessee Titans.. Rientrò per la partita della settimana 4, la vittoria 32-23 contro i Denver Broncos, prima partita in carriera che giocò da riserva. Il pessimo inizio di stagione dei Raiders, che si ritrovarono dopo nove gare con un record di due vittorie e sette sconfitte, portò critiche in generale a molti giocatori della squadra e in particolare a Moehrig fu contestato un rendimento scarso rispetto alle proprie potenzialità. Chiuse comunque la stagione con due prestazioni positive contro due dei più forti attacchi della lega, quello dei San Francisco 49ers e dei Kansas City Chiefs.

#### Stagione 2023
Nel 2023 Moehrig fu nominato free safety titolare, affiancato dal neoarrivato ed esperto Marcus Epps. Nella gara del quarto turno, la sconfitta 17-24 contro i Los Angeles Chargers Moehrig mise a segno sei tackle in solitaria, due passaggi deviati e un intercetto su passaggio di Justin Herbert. Nel turno successivo, nella vittoria 17-13 contro i Green Bay Packers realizzò il suo primo sack in carriera su Jordan Love. Il licenziamento a metà stagione del capo-allenatore Josh McDaniels sostituito ad interim da Antonio Pierce non portò modifiche nel ruolo da titolare di Moehrig, che nella gara di settimana 11, la sconfitta 13-20 contro i Miami Dolphins, fece registrare il suo massimo stagionale di 10 tackle, sette in solitaria. Terminò l'annata giocando da titolare tutte le 17 gare della stagione regolare mettendo a tabellino complessivamente 83 tackle totali, di cui 65 in solitaria, otto passaggi deviati, 2,0 sack e tre intercetti, entrambi suoi record personali.

#### Stagione 2024
Nel 2024 i Raiders confermarono Antonio Pierce come capo-allenatore con Patrick Graham coordinatore difensivo, con Morherig e Epps confermati a loro volta coppia titolare di safety, insieme ai cornerback Nate Hobbs e Jack Jones. Nella gara del nono turno, la sconfitta 20-24 contro i Kansas City Chiefs, Moehrig totalizzò nove tackle, cinque in solitaria, un passaggio deviato e un intercetto su Patrick Mahomes. Nella gara della settimana successiva, la sconfitta 24-41 contro i Cincinnati Bengals, migliorò il suo record personale mettendo a tabellino 13 tackle complessivi, di cui otto in solitaria. Nel quattordicesimo turno, la sconfitta 13-28 contro i Tampa Bay Buccaneers, mise a segno otto tackle, di cui cinque in solitaria, tre passaggi deviati (suo record personale), un fumble recuperato e 0,5 sack. Chiuse la stagione giocando tutte le gare da titolare e migliorando il suo record personale totalizzando 104 tackle complessivi, di cui 64 in solitaria, dieci passaggi deviati, due intercetti, due fumble recuperati e un sack.

### Carolina Panthers
Il 10 marzo 2025 Moehrig firmó un contratto triennale da 51 milioni di dollari con i Carolina Panthers.

## Palmarès
- PFWA All-Rookie Team - 2021

## Statistiche

### Stagione regolare
| Stagione | Stagione | Stagione | Stagione | Difesa  | Difesa  | Difesa  | Difesa | Difesa | Difesa | Difesa |
| Anno     | Squadra  | P        | PT       | T. tot. | T. sol. | T. ass. | Sck    | Int.   | P.D.   | F.F.   |
| -------- | -------- | -------- | -------- | ------- | ------- | ------- | ------ | ------ | ------ | ------ |
| 2021     | LV       | 17       | 17       | 55      | 36      | 19      | 0,0    | 1      | 6      | 0      |
| 2022     | LV       | 15       | 13       | 55      | 37      | 18      | 0,0    | 0      | 5      | 0      |
| 2023     | LV       | 17       | 17       | 83      | 65      | 18      | 1,0    | 3      | 8      | 0      |
| 2024     | LV       | 17       | 17       | 104     | 64      | 40      | 2,0    | 2      | 10     | 0      |
| Totale   | Totale   | 66       | 64       | 297     | 202     | 95      | 3,0    | 6      | 29     | 0      |

### Playoff
| Stagione | Stagione | Stagione | Stagione | Difesa  | Difesa  | Difesa  | Difesa | Difesa | Difesa | Difesa |
| Anno     | Squadra  | P        | PT       | T. tot. | T. sol. | T. ass. | Sck    | Int.   | P.D.   | F.F.   |
| -------- | -------- | -------- | -------- | ------- | ------- | ------- | ------ | ------ | ------ | ------ |
| 2021     | LV       | 1        | 1        | 1       | 1       | 0       | 0,0    | 0      | 0      | 0      |
| Totale   | Totale   | 1        | 1        | 1       | 1       | 0       | 0,0    | 0      | 0      | 0      |

Fonte: Football Database
In grassetto i record personali in carriera — Statistiche aggiornate alla stagione 2024